# Tiro ai Giochi della V Olimpiade
Le competizioni di Tiro ai  Giochi della V Olimpiade si sono svolte a Kaknäs, Djurgården per le gare di tiro a segno e a Råsunda, Solna per le gare di tiro a volo tra il 29 giugno e il 4 luglio 1912. Si sono svolte 18 gare, solamente maschili.

## Podi
| Evento                                                        | Oro | Perform. | Argento                                                                                              | Perform. | Bronzo | Perform. |
| Pistola libera individuale (dettagli)                         | Al Lane                                                                                                   | 499      | Peter Dolfen                                                                                         | 474      | Charles Stewart | 470      |
| Pistola libera a squadre (dettagli)                           | Stati Uniti Al Lane Harry Sears Peter Dolfen John Dietz                                                   | 1916     | Svezia Georg de Laval Eric Carlberg Vilhelm Carlberg Erik Boström                                    | 1849     | Regno Unito Horatio Poulter Hugh Durant Albert Kempster Charles Stewart                                                     | 1804     |
| Pistola militare individuale (dettagli)                       | Al Lane                                                                                                   | 30/287   | Paul Palén                                                                                           | 30/286   | Hübner von Holst | 30/283   |
| Pistola militare a squadre (dettagli)                         | Svezia Eric Carlberg Vilhelm Carlberg Hübner von Holst Paul Palén                                         | 120/1145 | Russia Amos Kash Nikolaj Mel'nickij Pavel Voyloshnikov Georgy Panteleymonov                          | 118/1091 | Regno Unito Hugh Durant Albert Kempster Charles Stewart Horatio Poulter                                                     | 117/1107 |
| Carabina libera individuale (dettagli)                        | Paul Colas                                                                                                | 987      | Lars Jørgen Madsen                                                                                   | 981      | Niels Larsen | 962      |
| Carabina libera a squadre (dettagli)                          | Svezia Mauritz Eriksson Hugo Johansson Erik Blomqvist Carl Björkman Bernhard Larsson Gustaf Adolf Jonsson | 5655     | Norvegia Gudbrand Skatteboe Ole Sæther Østen Østensen Albert Helgerud Olaf Sæter Einar Liberg        | 5605     | Danimarca Ole Olsen Lars Jørgen Madsen Niels Larsen Niels Andersen Laurits Larsen Jens Hajslund                             | 5529     |
| Carabina militare 3 posizioni (dettagli)                      | Sándor Prokopp                                                                                            | 97       | Carl Osburn                                                                                          | 95/99    | Embret Skogen | 95/91    |
| Carabina militare 600 metri (dettagli)                        | Paul Colas                                                                                                | 94/91    | Carl Osburn                                                                                          | 94/90    | John Jackson | 93       |
| Carabina militare a squadre (dettagli)                        | Stati Uniti Cornelius Burdette Allan Briggs Harry Adams John Jackson Carl Osburn Warren Sprout            | 1687     | Regno Unito Harcourt Ommundsen Henry Burr Edward Skilton James Reid Edward Parnell Arthur Fulton     | 1602     | Svezia Mauritz Eriksson Werner Jernström Tönnes Björkman Carl Björkman Bernhard Larsson Hugo Johansson                      | 1570     |
| Carabina piccola individuale (dettagli)                       | Fred Hird                                                                                                 | 194      | William Milne                                                                                        | 193      | Harry Burt | 192      |
| Carabina piccola a squadre (dettagli)                         | Regno Unito William Pimm Edward Lessimore Joseph Pepe Bob Murray                                          | 762      | Svezia Arthur Nordenswan Eric Carlberg Ruben Örtegren Vilhelm Carlberg                               | 748      | Stati Uniti Warren Sprout Bill Leushner Fred Hird Carl Osburn                                                               | 744      |
| Carabina piccola bersaglio a scomparsa individuale (dettagli) | Vilhelm Carlberg                                                                                          | 25/242   | Hübner von Holst                                                                                     | 25/233   | Gideon Ericsson | 25/231   |
| Carabina piccola bersaglio a scomparsa a squadre (dettagli)   | Svezia Hübner von Holst Eric Carlberg Vilhelm Carlberg Gustaf Boivie                                      | 925      | Regno Unito William Pimm Joseph Pepe William Milne William Styles                                    | 917      | Stati Uniti Fred Hird Warren Sprout William McDonnell Bill Leushner                                                         | 881      |
| Bersaglio mobile individuale (dettagli)                       | Alf Swahn                                                                                                 | 41/20    | Åke Lundeberg                                                                                        | 41/17    | Nestori Toivonen | 41/11    |
| Bersaglio mobile a squadre (dettagli)                         | Svezia Oscar Swahn Åke Lundeberg Alf Swahn Per-Olof Arvidsson                                             | 151      | Stati Uniti Walter Winans Bill Leushner William Libbey William McDonnell                             | 132      | Finlandia Nestori Toivonen Iivar Väänänen Axel Fredrik Londen Ernst Rosenqvist                                              | 123      |
| Bersaglio mobile colpo doppio individuale (dettagli)          | Åke Lundeberg                                                                                             | 79       | Edward Benedicks                                                                                     | 74       | Oscar Swahn | 72       |
| Piccione d'argilla individuale (dettagli)                     | Jim Graham                                                                                                | 96       | Alfred Goeldel-Bronikoven                                                                            | 94       | Harry Blaus | 91       |
| Piccione d'argilla a squadre (dettagli)                       | Stati Uniti Jim Graham Charles Billings Ralph Spotts John Hendrickson Frank Hall Edward Gleason           | 532      | Regno Unito Harry Humby William Grosvenor Alexander Maunder George Whitaker John Butt Charles Palmer | 511      | Germania Franz von Zedlitz Horst Goeldel-Bronikoven Erich von Bernstorff Erland Koch Albert Preuß Alfred Goeldel-Bronikoven | 510      |

## Medagliere
| Posizione | Paese       | Oro | Argento | Bronzo | Totale |
| --------- | ----------- | --- | ------- | ------ | ------ |
| 1         | Svezia      | 7   | 6       | 4      | 17     |
| 2         | Stati Uniti | 7   | 4       | 3      | 14     |
| 3         | Francia     | 2   | 0       | 0      | 2      |
| 4         | Regno Unito | 1   | 4       | 4      | 9      |
| 5         | Ungheria    | 1   | 0       | 0      | 1      |
| 6         | Danimarca   | 0   | 1       | 2      | 3      |
| 7         | Germania    | 0   | 1       | 1      | 2      |
| 7         | Norvegia    | 0   | 1       | 1      | 2      |
| 7         | Russia      | 0   | 1       | 1      | 2      |
| 10        | Finlandia   | 0   | 0       | 2      | 2      |
| Totale    | Totale      | 18  | 18      | 18     | 54     |